# Juan Ignacio Sánchez
Juan Ignacio Sánchez, född 8 maj 1977 i Bahía Blanca, Argentina, är en argentinsk idrottare som tog OS-guld i basket 2004 i Aten. Detta var Argentinas första medalj i basket vid olympiska sommarspelen. Han spelade tre säsonger med Atlanta Hawks (5 matcher), Philadelphia 76ers (24 matcher), Detroit Pistons (9 matcher) och Golden State Warriors, och spelade i genomsnitt 5 minuter per match.